# Stanisław Chodecki
Stanisław Chodecki (? - 1529), membre de la noble famille polonaise Chodecki, staroste de Halicz (1488-1502), hetman de la Couronne (1492-1499), castellan de Lviv (1495-1505), staroste de Kamianets (1495-1510) et Lviv (1501-1529), à nouveau hetman de la Couronne (1501-1505), staroste de Trembowla (1502-1506) et Lubaczów (1503-1529), grand maréchal de la Couronne (1505-1529).

## Biographie
En 1512, Chodecki remporte une grande victoire sur les Tatars à la bataille de Wiśniowiec. En 1518, il dirige le couronnement de la reine Bona. Cette année-là, il subit une défaite écrasante à la bataille de Sokal (pl). Pendant la guerre contre l'ordre teutonique, il conduit les renforts ruthènes en Grande-Pologne. Il est un des signataires du Traité de Cracovie en 1525.

## Sources
- (pl) Cet article est partiellement ou en totalité issu de l’article de Wikipédia en polonais intitulé « Stanisław Chodecki » (voir la liste des auteurs).